# Zygosporium gibbum
Zygosporium gibbum är en svampart som först beskrevs av Sacc., M. Rousseau & E. Bommer, och fick sitt nu gällande namn av S. Hughes 1958. Zygosporium gibbum ingår i släktet Zygosporium, divisionen sporsäcksvampar och riket svampar.   Inga underarter finns listade i Catalogue of Life.